# Аникеева, Юлия Сергеевна
Юлия Сергеевна Аникеева (род. 26 марта 1969, Ленинград) — российская спортсменка и спортивный функционер, президент Российской федерации баскетбола с 2013 по 2015 год. Мастер спорта международного класса по академической гребле. 

## Биография
С детства занималась академической греблей, получила звание мастера спорта международного класса по этому виду спорта. Окончила Государственный институт физической культуры имени П. Ф. Лесгафта по специальности тренер-преподаватель в 1993 году. Окончила Высшую школу бизнеса Московского государственного университета им. Ломоносова по специальности «Маркетинг и стратегическое планирование» в 1998 году, получила степень магистра делового администрирования. Окончила юридический факультет Московского института права по специальности «Государственно-правовые отношения» в 2009 году.
С 1995 года работала в коммерческих структурах, занимала руководящие должности. В 2003 году основала маркетинговое агентство JSA, занимающееся проведением спортивных и развлекательных мероприятий. Агентство организовывало международную регату, приуроченную к Дню города Москвы.
В 2005 году участвовала в выборах главы Федерации гребного спорта. В 2008 году получила должность исполнительного директора Ассоциации студенческого баскетбола России, затем вице-президента. В 2010 году стала членом исполкома Российского студенческого спортивного союза. В декабре 2011 года стала заместителем генерального директора Единой лиги ВТБ.
12 июля 2013 года была избрана на пост исполняющего обязанности президента Российской федерации баскетбола (РФБ). Вскоре уволила генерального менеджера мужской сборной России Олега Ушакова, после чего в отставку подал и тренер Фотис Кацикарис, в открытом письме обвинивший Аникееву во вмешательстве в его работу. Состоявшиеся в августе 2013 года выборы президента РФБ сопровождались бурными дебатами. На них Аникеева одержала победу, набрав 97 голосов против 63 у Светланы Абросимвой. Выборы были признаны состоявшимися FIBA.
В декабре 2013 года судом результаты выборов президента РФБ были признаны нелегитимными, после чего Аникеева продолжила руководить федерацией в статусе исполняющего обязанности.  За время её работы мужская и женская сборные России провалились на чемпионате Европы 2013 года и не приняли участие в чемпионате мира 2014 года из-за того, что федерация не подала заявку на wild card. Кроме того, федерация вступила в финансовый спор с российскими клубами, требуя с них взносы за паспортизацию иностранных игроков. В то же время судьям задерживали выплату зарплаты.
Сменивший Аникееву в августе 2015 года на посту президента федерации Андрей Кириленко обратился в следственные органы с просьбой расследовать хищения в РФБ за время работы его предшественницы. В декабре 2015 года было возбуждено уголовное дело по ч. 4 ст. 159 УК РФ (мошенничество в особо крупном размере). Аникеевой было инкриминировано заключение мошеннических сделок с индивидуальными предпринимателями, в результате чего федерация потеряла 44 млн рублей. В октябре 2017 года суд приговорил Аникееву к четырём годам и шести месяцем колонии общего режима, однако ранее обвиняемая сбежала из-под ареста и была объявлена в розыск. При этом в СМИ она отправила письмо, объяснив свой побег надуманностью обвинения.

## Семейное положение
В разводе, есть три дочери.